# Amblypsilopus pulverulentus
Amblypsilopus pulverulentus är en tvåvingeart som först beskrevs av Octave Parent 1939.  Amblypsilopus pulverulentus ingår i släktet Amblypsilopus och familjen styltflugor. Inga underarter finns listade i Catalogue of Life.